# Ulcerate
Ulcerate ist eine Death-Metal-Band, die im Jahre 2000 in Auckland (Neuseeland) gegründet wurde.

## Geschichte
Die Band wurde im Jahre 2000 von Jamie Saint Merat (Schlagzeug), Michael Hoggard (E-Gitarre) und Sänger Mark Seeney unter dem Namen „Bloodwreath“ gegründet. Zusammen probte die Band und spielte einige Konzerte. Im Jahre 2002 stieß mit Jared Commerer ein zusätzlicher Gitarrist und James „Slippy“ Wallace als neuer Sänger zur Band. Zusammen arbeiteten sie an den ersten Aufnahmen und änderten schließlich ihren Namen in „Ulcerate“. Im Jahre 2003 veröffentlichten sie ihr erstes Demo mit dem Namen Ulcerate.
Im Jahre 2004 folgte das zweite Demo The Coming of Genocide. Beide Demos wurden von der Band selbst produziert und veröffentlicht. Im Jahre 2006 wurden beide Demos als Kompilation auf einer CD auch unter dem Namen The Coming of Genocide über The Flood Records und Deepsend Records veröffentlicht.
Im April 2006 unterschrieb die Band einen Vertrag bei dem Label Neurotic Records. Die Band begann die Vorbereitungen für ihr erstes Album namens Of Fracture and Failure, jedoch wurden diese durch den Ausstieg von Sänger Wallace unterbrochen. Neuer Sänger der Band wurde Ben Read. Das Album wurde von Jamie Saint Merat und Michael Hoggard aufgenommen und abgemischt. Gemastert wurde das Album im West West Side in New York City von Alan Douches. Durch die Veröffentlichung des Albums erreichte die Band eine höhere Bekanntheit, wodurch sie  zusammen mit Bands wie Suffocation, Behemoth, Decapitated, Nile, The Black Dahlia Murder, Psycroptic, The Amenta und Cephalic Carnage spielen konnte.
Im Jahre 2008 wurde die Aufstellung der Band erneut verändert. Bassist Paul Kelland übernahm nun zusätzlich den Posten von Sänger Ben Read. Im selben Jahr begann die Band die Vorbereitungen für das zweite Album. Anfang 2009 stieg Gitarrist Michael Rothwell aus der Band aus und wurde durch Oliver Goater ersetzt. Das zweite Album Everything Is Fire wurde Anfang des Jahres veröffentlicht.
Das dritte Album The Destroyers of All wurde am 25. Januar 2011 bei Willowtip Records veröffentlicht.
Das vierte Album Vermis wurde am 13. September 2013 bei Relapse Records veröffentlicht.

## Stil
Charakteristisch für die Band ist das technisch hohe Niveau der Stücke und der ausgiebige Gebrauch von Dissonanzen. Die Werke werden als eine Mischung zwischen Neurosis oder Isis und Gorguts, Hate Eternal und Immolation beschrieben.

## Diskografie

### Alben
- 2007: Of Fracture and Failure (Neurotic Records)
- 2009: Everything Is Fire (Neurotic Records)
- 2011: The Destroyers of All (Willowtip Records)
- 2013: Vermis (Relapse Records)
- 2016: Shrines of Paralysis (Relapse Records)
- 2020: Stare into Death and Be Still (Debemur Morti Productions)
- 2024: Cutting the Throat of God (Debemur Morti Productions)

### Demos
- 2003: Ulcerate (Eigenveröffentlichung)
- 2004: The Coming of Genocide (Eigenveröffentlichung)

### Kompilationen
- 2006: The Coming of Genocide (The Flood Records, Deepsend Records)